# Хорд аф Сегерстад, Карл
Карл Адам Нильс Габриэль Хорд аф Сегерстад (швед. Karl Adam Nils Gabriel Hård af Segerstad, в русских источниках чаще Сегерштадт, а также Сегерштад, Зегерстад; 1873, Гельсингфорс, Великое княжество Финляндское, Российская Империя — 1931, Хельсинки, Финляндия) — финский архитектор шведского происхождения, видный представитель модерна.

## Биография
Родился в семье шведского предпринимателя Адама Хорда аф Сегерстада, переселившегося в начале 1870-х годов в Великое княжество Финляндское. Когда предприятие отца разорилось, Карл Хорд аф Сегерстад работал некоторое время на судне в Балтийском море.
В 1891 году поступил, а в 1895 году окончил архитектурное отделение Политехнического училища в Гельсингфорсе. В студенческие годы проходил практику в различных архитектурных бюро, а в 1896 году получил финляндское гражданство и открыл архитектурное бюро (в течение двух лет работал вместе с однокурсником Бертелем Юнгом, а затем, до 1901 года — самостоятельно). Совершенствовал архитектурное мастерство в качестве стипендиата в поездках по Нидерландам, Франции, Германии, Австрии, Италии. Продолжительное пребывание в таких городах, как Мюнхен и Нюрнберг, в эпоху расцвета югендстиля, оказало большое влияние на творчество архитектора, ориентировавшегося на шведских и немецких представителей модерна. Одним из первых стал использовать мыльный камень при отделке фасадов зданий в Финляндии.
В 1901 году, получив от предпринимателя В.Говинга заказ на строительство в Выборге доходного дома с книжным магазином, переехал из Гельсингфорса, поступив на должность помощника архитектора в Выборгской губернской строительной конторе. В 1907 году вернулся, заняв вновь учреждённую должность городского архитектора Гельсингфорса. Должностной оклад был невелик, и помимо Хорда аф Сегерстада на эту должность был только один претендент. Будучи сторонником скандинавизма и членом Шведской народной партии, события гражданской войны в Финляндии в 1918 году пережил в Швеции. Хельсинкским городским архитектором работал до 1921 года, а с 1919 до конца жизни занимал должность секретаря казённой палаты Хельсинки, поддерживал применение при строительстве долговечных материалов (например, черепичной кровли).

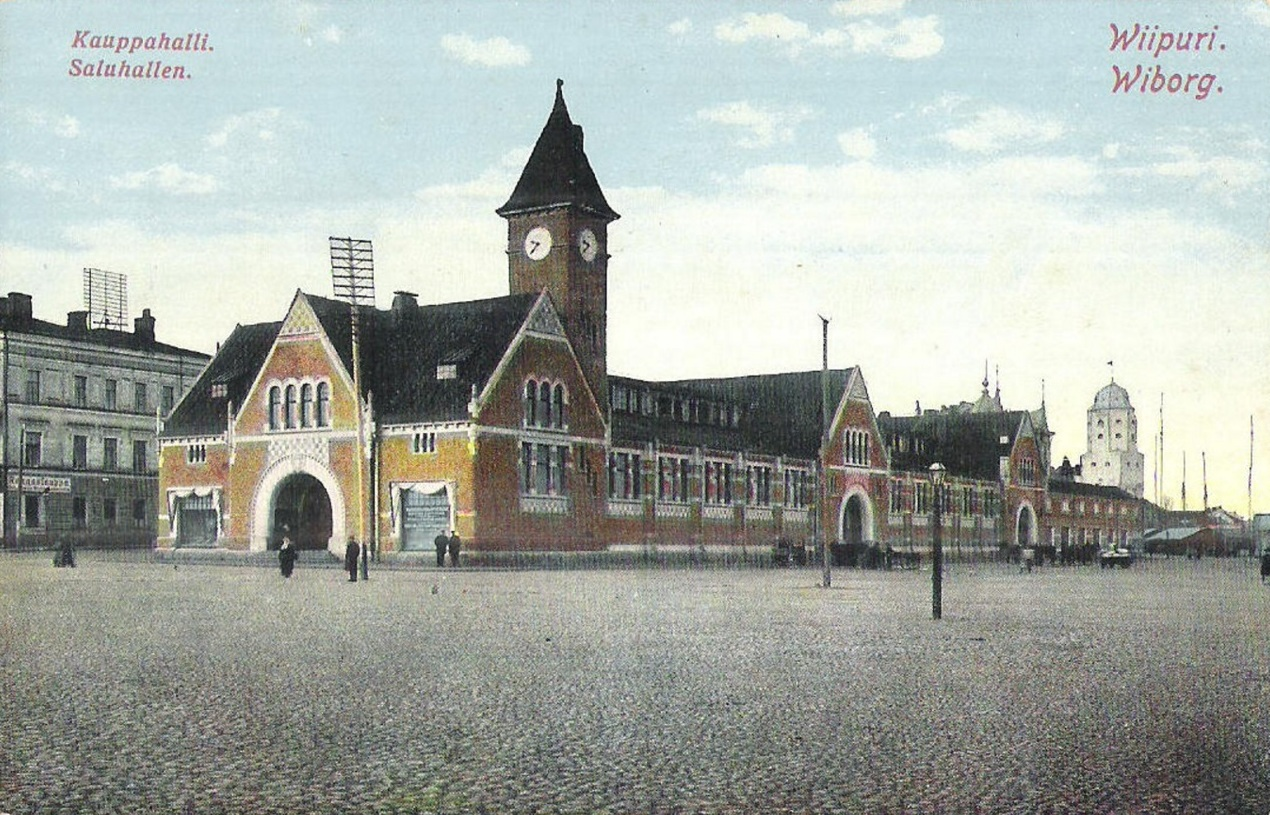
Рынок (Выборг, 1904 год)

Выполнил множество проектов зданий общественного назначения (в том числе пожарные депо, школы, библиотеки, другие учреждения, рынки), а также жилых домов и предприятий в Хельсинки. В Выборге важное градостроительное значение имеет здание выборгского рынка, на которое ориентирована главная улица города.
По характеру Хорд аф Сегерстад был замкнутым, никогда не размещал информации о своих проектах в специальной литературе и нечасто упоминался при жизни, несмотря на большое количество осуществлённых проектов в столице. В некрологе 1931 года Бертель Юнг отозвался о нём как о профессионале, чей самоотверженный труд на благо Хельсинки не получил должной оценки.

## Семья и увлечения
Отец — шведский предприниматель Адам Хорд аф Сегерстад (1822—1897), мать — Анна Гюлленберг (1846—1939), представители знатных шведских родов. С 1898 года был женат на Марии Ландтман, имел трёх детей.
Увлекался парусным спортом, состоял членом Нюландского яхт-клуба.

## Постройки

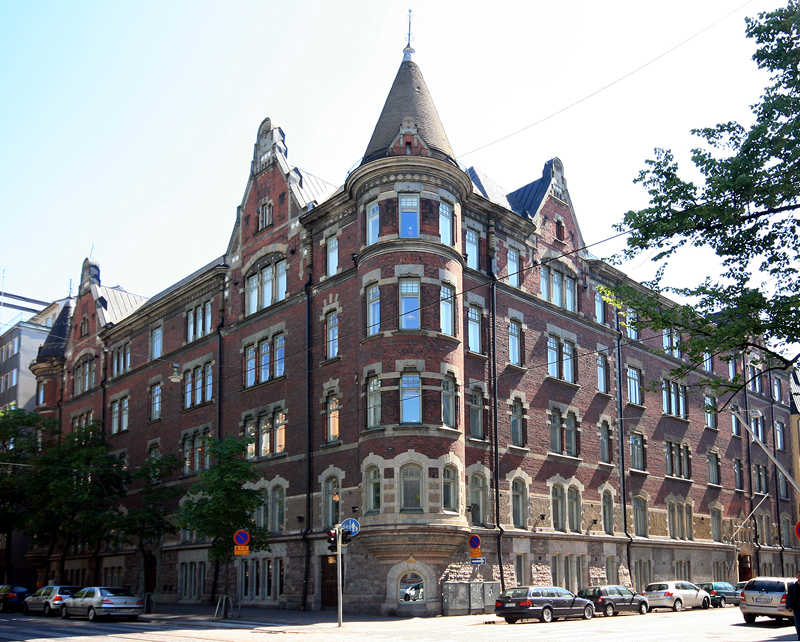
Здание компании «Фалькен» (Хельсинки, 1898 год)
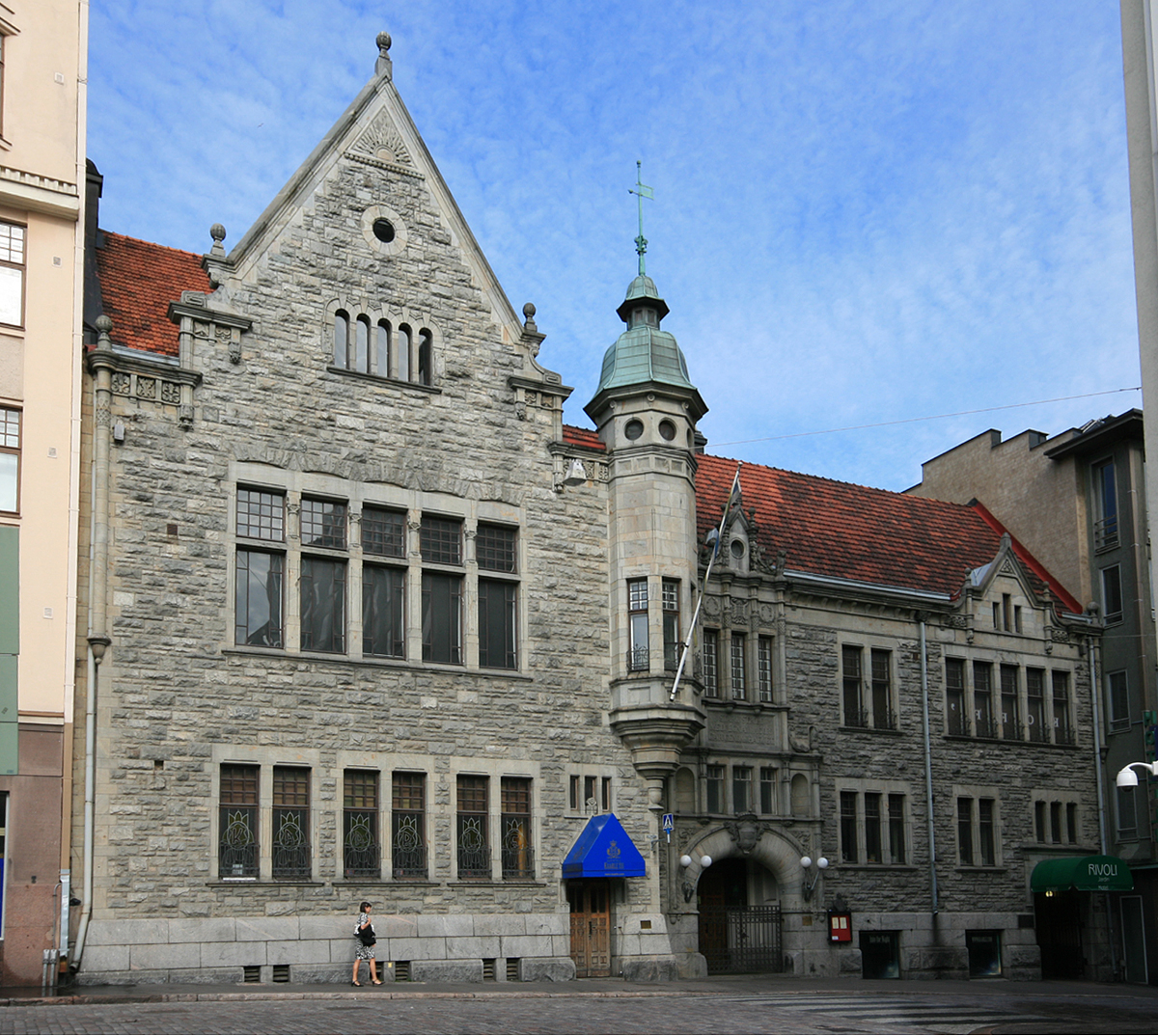
Здание Нюландского студенческого общества (Хельсинки, 1898 год)
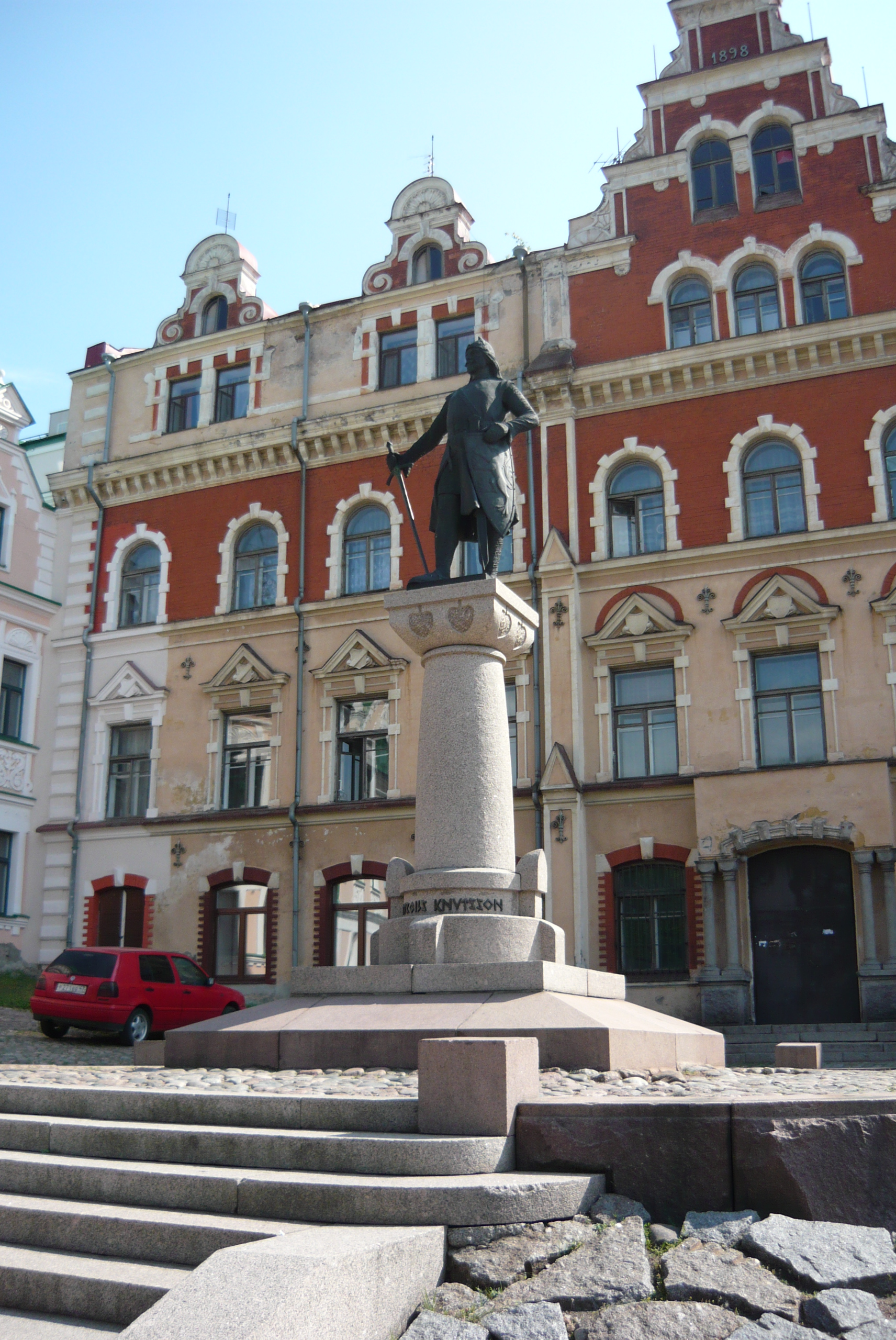
Постамент памятника Торгильсу Кнутссону (Выборг, 1908 год)
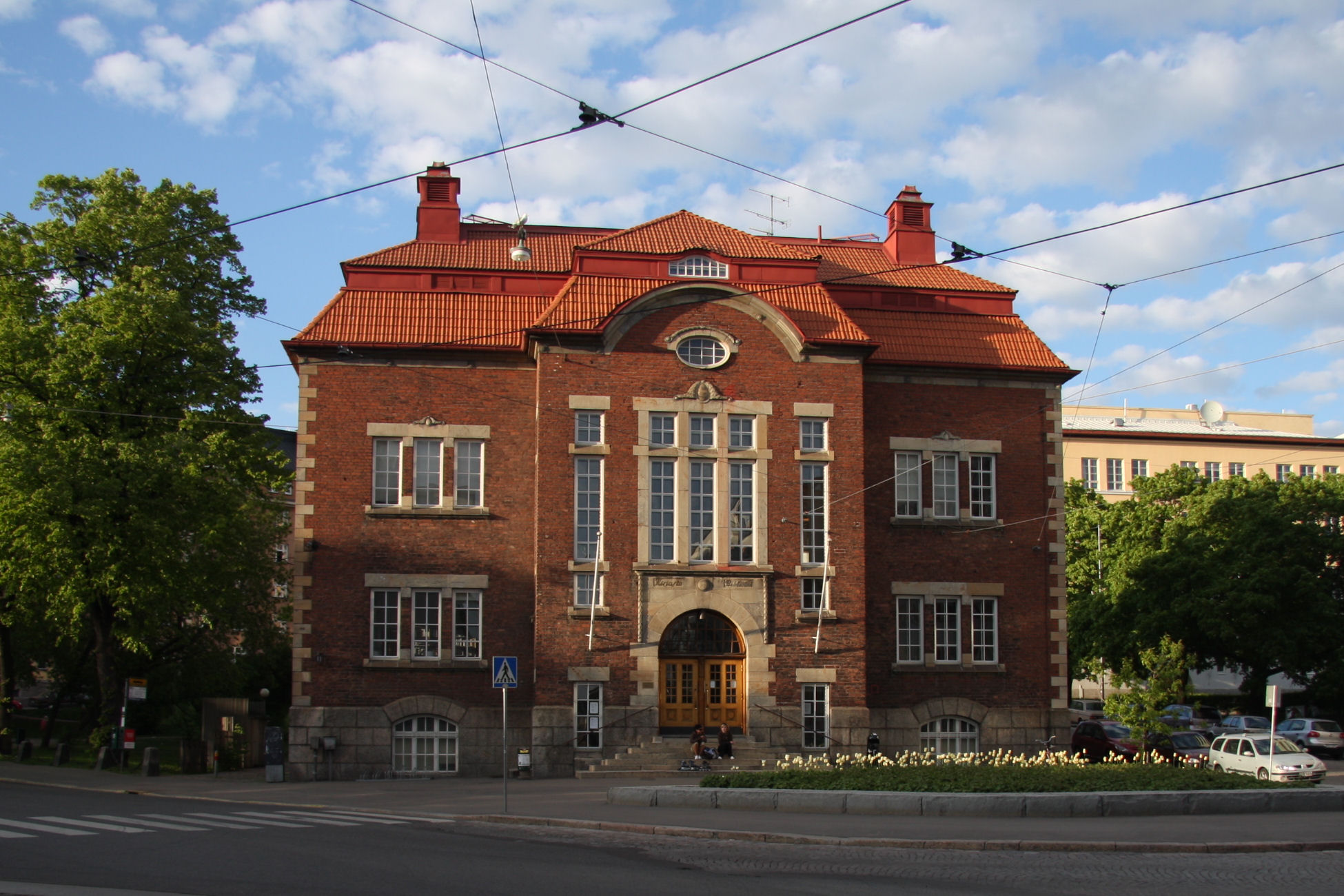
Библиотека (Хельсинки, 1909 год)
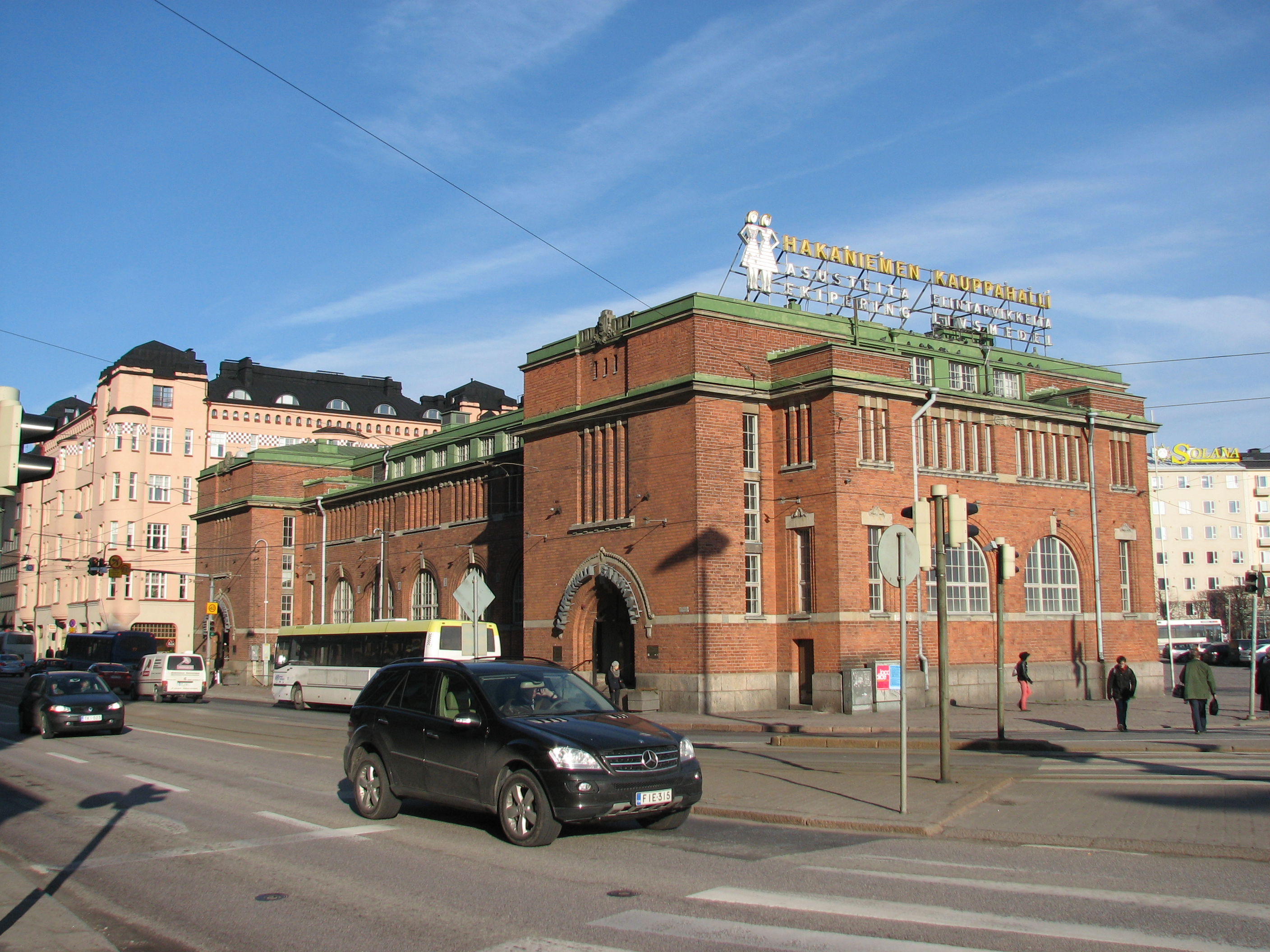
Рынок Хаканиеми (Хельсинки, 1912 год)
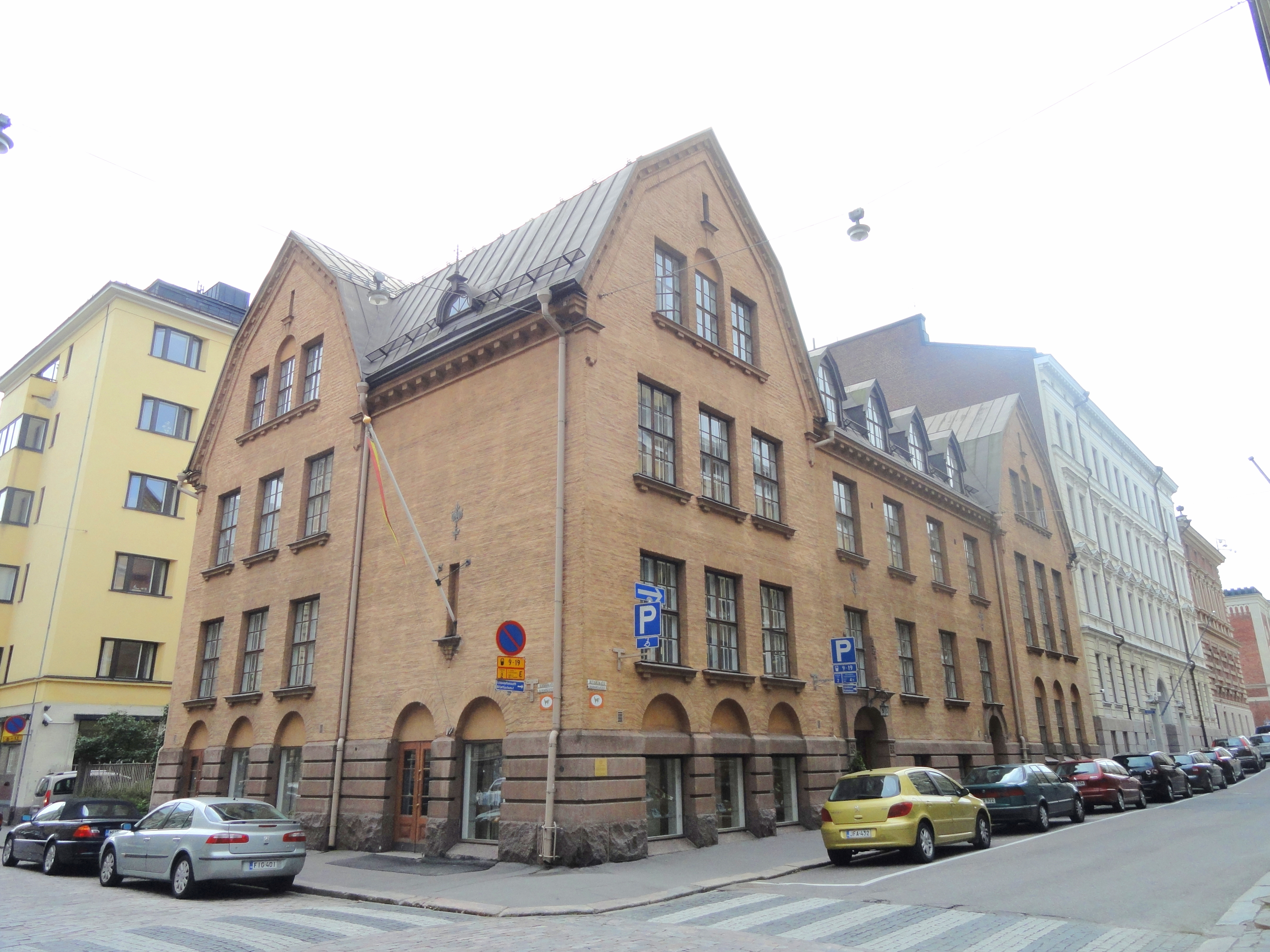
Школа, последний проект архитектора (Хельсинки, 1925 год)